# 圣马丁-德尔巴斯
圣马丁-德尔巴斯（西班牙語：San Martín del Bas），是西班牙加泰罗尼亚巴塞罗那省的一个市镇。总面积15平方公里，总人口134人（2001年），人口密度9人/平方公里。